# Phanerothyme
Phanerothyme è il nono album in studio della band norvegese Motorpsycho. Uscì con la Stickman Records per l'Europa, con la Sony per la sola Norvegia e in Giappone attraverso la P-Vine.
- Baard Slagsvold è l'arrangiatore di tutti gli archi e dei fiati, eccetto per When You're Dead che fu arrangiata da Lars Horntveth.
- La copertina è di Kim Hiorthøy mentre il disegno nella parte frontale è di Bent Sæther.
- La band fece un video per The Slow Phaseout e per Go To California.
- Non uscirono Ep per quest'album, tuttavia alcune canzoni registrate durante le sessioni di Phanerothyme furono pubblicate nell'Ep del 2002 Serpentine. Un altro Ep, Barracuda, uscì nel febbraio 2001, contenente le canzoni che non furono pubblicate nell'album Let Them Eat Cake. Ancora, i singoli promozionali di The Slow Phaseout e di Go To California (versione edit, 2:53 min) furono stampati solo ad uso radiofonico.
- Nella traccia When You're Dead la formazione usuale (Bent: voce e basso, H.M.Ryan: chitarra e seconda voce, Gebhardt: batteria) fu rovesciata, così Bent Sæther suonò la batteria, "Snah" Ryan il basso e Håkon Gebhardt suonò la chitarra, il banjo, lo zither e cantò.
- La registrazione dell'album durò molto più a lungo del solito a causa della moltitudine di persone che vi suonò all'interno e ci fu una lunga pausa tra la registrazione delle tracce basi e le sovraincisioni orchestrali.
- Le prime 1500 copie vendute in Germania hanno una copertina ad edizione limitata.
- La parola "phanerothyme" è un termine coniato da Aldous Huxley. Una volta scrisse al suo amico Humphrey Osmond: "To make this mundane world sublime, take half a gram of phanerothyme". Osmond rispose: "To fathom hell or soar angelic, just take a pinch of psychedelic."[da tradurre]

## Tracce
1. Bedroom Eyes – 2:18
2. For Free – 5:13
3. B.S. – 3:41
4. Landslide – 4:38
5. Go To California – 8:00
6. Painting the Night Unreal – 6:35
7. The Slow Phaseout – 4:30
8. Blindfolded – 3:44
9. When You're Dead – 4:52

- Nr. 1-3, 6 di Sæther.
- Nr. 4, 5, 7 di Sæther/Ryan.
- Nr. 8 di Ryan.
- Nr. 9 di Gebhardt.

## Versione Lp
A causa delle limitazioni di spazio nel supporto Lp l'ordine delle tracce subì un cambiamento nella versione su disco.

### Lato A
1. Bedroom Eyes
2. For Free
3. B.S.
4. Landslide
5. The Slow Phaseout

### Lato B
1. Go To California
2. Painting the Night Unreal
3. Blindfolded
4. When You're Dead

## Formazione
- Bent Sæther: voce, basso, chitarre, Mellotron, guitarmando, percussioni, organo Viscount, batteria
- Hans Magnus Ryan: chitarra, voce, piano, organo Viscount, Mellotron, basso
- Håkon Gebhardt: batteria, voce, percussioni, chitarre, zither, banjo, chitarra slide

con:
- Helge Sten (Deathprod): audio virus, filtri, ringmodulators, Echoplex, Theremin
- Baard Slagsvold: piano, piano Wurlitzer, Clavinette, piano Rhodes, seconde voci
- Øyvind Fossheim : violino
- Vegard Johnsen : violino
- André Orvik : violino
- Hans Morten Stensland : violino
- Jon W. Sønstebø : viola
- Anne Britt Søvig Årdal : cello
- Ketil Vestrum Einarsen : flauto
- Lars Horntveth : sax tenore e clarinetto basso
- Anne-Grethe Orvik : oboe
- Even S. Andersen : trombone
- Mathias Eick: tromba e flicorno
- Line Horntveth : tuba